# Jorge López Caballero
Jorge Enríque López  (Cali, 15 augustus 1981) is een voormalig Colombiaans profvoetballer, die zijn loopbaan in 2011 afsloot bij Yaracuyanos FC. Hij speelde als middenvelder.

## Clubcarrière
López speelde clubvoetbal voor Deportivo Cali, Millonarios, Deportivo Cali, Deportivo Pereira, Boyacá Chicó, Maccabi Netanya en Yaracuyanos FC.

## Interlandcarrière
López kwam acht keer (één doelpunt) uit voor de nationale ploeg van Colombia in het jaar 2003. Onder leiding van bondscoach Hernán Darío Gómez maakte hij zijn debuut op zaterdag 8 juni 2003 in de vriendschappelijke wedstrijd tegen Ecuador (0-0) in Madrid. Hij nam kort daarop met zijn vaderland deel aan de strijd om de FIFA Confederations Cup in Frankrijk, waar hij scoorde in de wedstrijd tegen Nieuw-Zeeland (3-1).
| Interlands van Jorge López Caballero voor Colombia | Interlands van Jorge López Caballero voor Colombia | Interlands van Jorge López Caballero voor Colombia | Interlands van Jorge López Caballero voor Colombia | Interlands van Jorge López Caballero voor Colombia | Interlands van Jorge López Caballero voor Colombia |
| №                                                  | Datum                                              | Wedstrijd                                          | Uitslag                                            | Competitie                                         | Goals                                              |
| Als speler van Millonarios                         | Als speler van Millonarios                         | Als speler van Millonarios                         | Als speler van Millonarios                         | Als speler van Millonarios                         | Als speler van Millonarios                         |
| -------------------------------------------------- | -------------------------------------------------- | -------------------------------------------------- | -------------------------------------------------- | -------------------------------------------------- | -------------------------------------------------- |
| 1                                                  | 8 juni 2003                                        | Colombia – Ecuador                                 | 0 – 0                                              | Vriendschappelijk                                  | 0                                                  |
| 2                                                  | 18 juni 2003                                       | Frankrijk – Colombia                               | 1 – 0                                              | Confederations Cup                                 | 0                                                  |
| 3                                                  | 20 juni 2003                                       | Colombia – Nieuw-Zeeland                           | 3 – 1                                              | Confederations Cup                                 | 58'                                                |
| 4                                                  | 22 juni 2003                                       | Japan – Colombia                                   | 0 – 1                                              | Confederations Cup                                 | 0                                                  |
| 5                                                  | 26 juni 2003                                       | Kameroen – Colombia                                | 1 – 0                                              | Confederations Cup                                 | 0                                                  |
| 6                                                  | 28 juni 2003                                       | Turkije – Colombia                                 | 2 – 1                                              | Confederations Cup                                 | 0                                                  |
| 7                                                  | 20 augustus 2003                                   | Colombia – Slowakije                               | 0 – 0                                              | Vriendschappelijk                                  | 0                                                  |
| 8                                                  | 7 september 2003                                   | Colombia – Brazilië                                | 1 – 2                                              | WK-kwalificatie                                    | 0                                                  |